# Velo Veronese
Velo Veronese é uma comuna italiana da região do Vêneto, província de Verona, com cerca de 798 habitantes. Estende-se por uma área de 19,05 km², tendo uma densidade populacional de 42 hab/km². Faz fronteira com Badia Calavena, Roverè Veronese, San Mauro di Saline, Selva di Progno.

## Demografia
| Variação demográfica do município entre 1861 e 2011                               |
|                                                                                   |
| Fonte: Istituto Nazionale di Statistica (ISTAT) - Elaboração gráfica da Wikipedia |